# 10 milles per veure una bona armadura
10 milles per veure una bona armadura (en español «10 millas para ver una buena armadura») es el segundo álbum de estudio del grupo barcelonés Manel, publicado por Discmedi y distribuido por Warner Music. El disco salió a la venta el 15 de marzo de 2011. Su título hace referencia a una frase de la obra Mucho ruido y pocas nueces.
Los primeros sencillos fueron Boomerang y Aniversari, publicados como adelanto en febrero de 2011 a través de iTunes y Spotify. En la primera semana tras su lanzamiento, Manel fue líder de ventas en la lista de álbumes de Promusicae, con más de 10 000 copias vendidas en la primera semana del lanzamiento. De este modo, Manel se convirtió en el primer grupo que canta en catalán y es número uno de las listas españolas. Hasta la fecha, solo lo habían conseguido como artistas en solitario Lluís Llach y Joan Manuel Serrat.
La mayoría de las canciones de este disco cuentan con un estilo narrativo y algunas no tienen estribillos o una estructura tradicional. En lo musical, hay más arreglos y algunos instrumentos como el ukelele, muy presentes en el primer álbum, pasan a un segundo plano. 10 milles per veure una bona armadura se grabó en los estudios Can Sons de Barcelona, propiedad de Arnau Vallvé (batería de Manel) y Aleix Sans (técnico de sonido), y la producción corrió a cargo del propio grupo.

## Lista de canciones
| N.º   | Título                                    | Duración |  |
| 1.    | «Benvolgut»                               | 4:15     |  |
| 2.    | «La cançó del soldadet»                   | 3:58     |  |
| 3.    | «El gran salt»                            | 3:22     |  |
| 4.    | «Boomerang»                               | 5:07     |  |
| 5.    | «La bola de cristall»                     | 4:11     |  |
| 6.    | «Aniversari»                              | 4:29     |  |
| 7.    | «Flor groga»                              | 3:57     |  |
| 8.    | «Criticarem les noves modes de pentinats» | 6:07     |  |
| 9.    | «El Miquel i l'Olga tornen»               | 3:39     |  |
| 10.   | «Deixa-la, Toni, deixa-la»                | 6:22     |  |
| 45:45 |                                           |          |  |